# Dachsenhausen

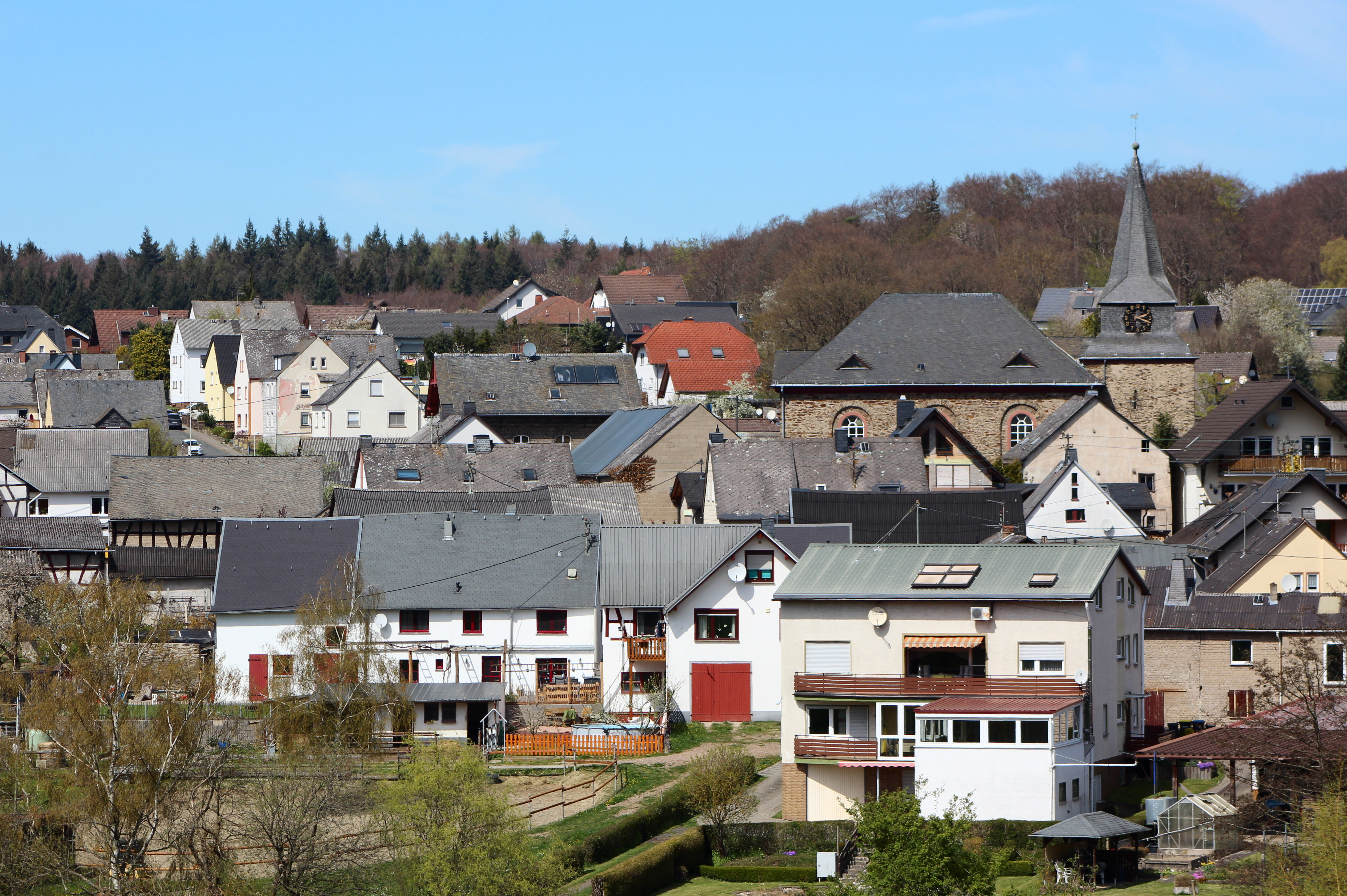
Ansicht von Dachsenhausen

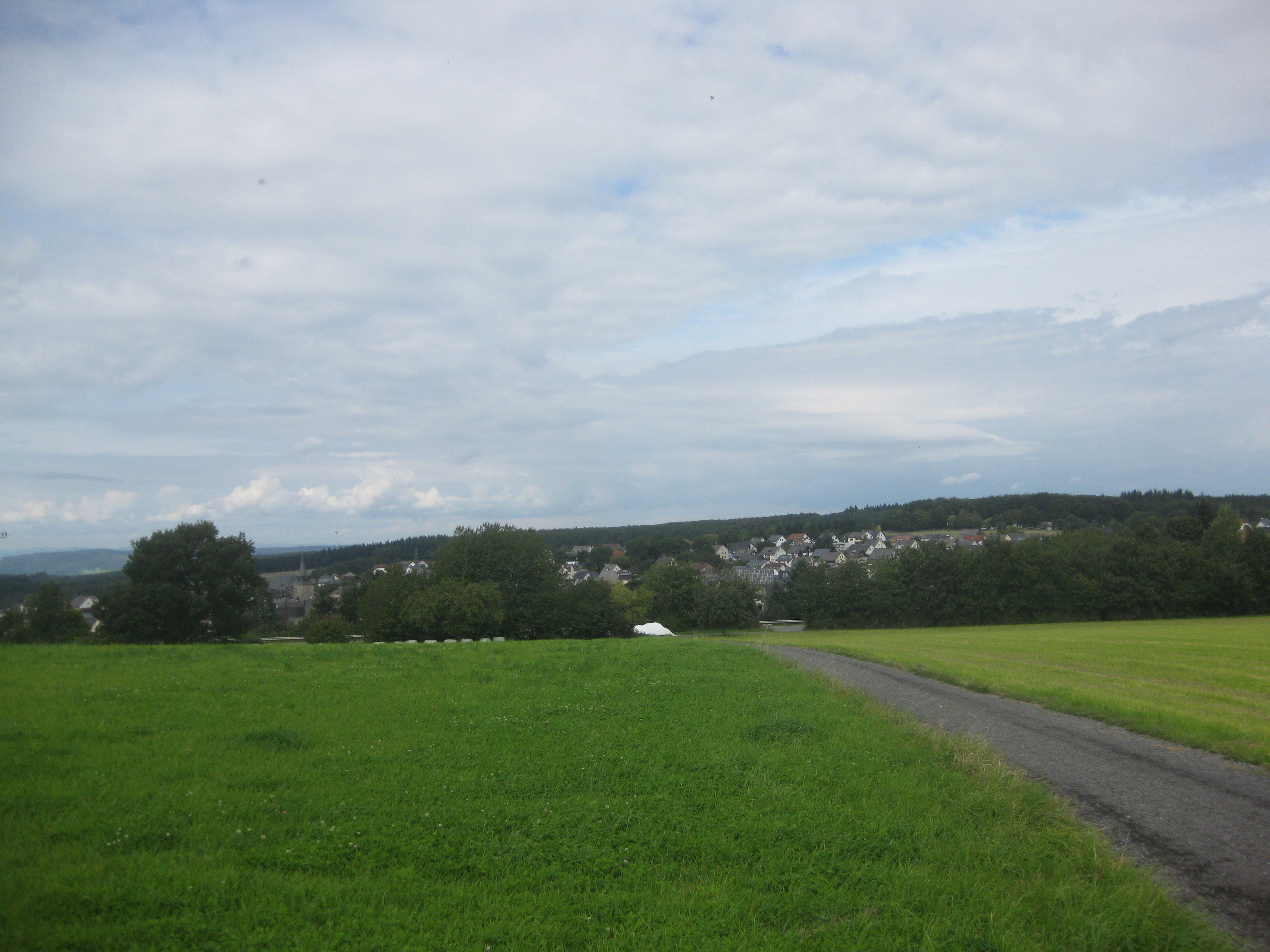
Dachsenhausen im Taunus vom Aussichtspunkt Heisebäumchen

Dachsenhausen ist eine Ortsgemeinde im Rhein-Lahn-Kreis in Rheinland-Pfalz. Sie gehört der Verbandsgemeinde Loreley an.

## Geographische Lage
Dachsenhausen liegt im westlichen Hintertaunus, im Nordosten des Mittelrheintaunus. Durchschnittlich etwa 2,7 km südwestlich erheben sich die maximal 456,6 m ü. NHN hohen Dachsköpfe, in halber Entfernung dazwischen der Hohe Wald (441 m) und am Ortsrand, das Heisebäumchen (410 m) mit guter Rundumsicht über die Hochflächen und den Kemeler Rücken des westlichen Hintertaunus, bis hin zum Taunushauptkamm mit dem östlichen Hochtaunus des Großen Feldberg.
Nachbarorte sind Becheln (nördlich), Kehlbach (nordöstlich), Niederbachheim (östlich), Oberbachheim (südöstlich) und Winterwerb (südlich).

## Geschichte
Die erste Erwähnung als Dossinhusin in einer Braubacher Kaufurkunde datiert auf den 29. September 1277. Im 16. Jahrhundert wechselte die Schreibweise des Namens von Dassin zu Daxen.
Der Name Opel, Vorfahren von Adam Opel, dem Gründer der Opel Automobile GmbH, ist bereits für das Jahr 1573 dokumentiert. Seit dieser Zeit sind zahlreiche Träger dieses Namens in Dachsenhausen nachgewiesen, hauptsächlich in der lokal abgewandelten Form Obel.
In den Wirren nach der Französischen Revolution von französischen Truppen besetzt, wurde das Amt Braubach mit Dachsenhausen 1806 dem Herzogtum Nassau angeschlossen, das die Fürsten des Hauses Nassau-Usingen als Ausgleich für Verluste von linksrheinischem Gebiet von der Landgrafschaft Hessen-Darmstadt erhielten. Das Herzogtum Nassau wurde 1866 von Preußen annektiert.
1901 wurde Dachsenhausen mit der Nassauischen Kleinbahn an das Eisenbahnnetz angeschlossen. Im selben Jahr wurde eine Wasserleitung verlegt. Nach dem Ende des Ersten Weltkrieges wurde das Gebiet bis 1929 von französischen Truppen besetzt.
Am 26. und 27. März 1945 wurde Dachsenhausen von US-Truppen eingenommen. Am Morgen des 26. März 1945 wurden die Orte Prath und Lykershausen von Truppen des 345. US-Infanterieregiment eingenommen. Darauf folgend stieß das II. Bataillon des 345. US-Infanterieregiment in Richtung Dachsenhausen vor. Es kam, wie Stefan Michels schreibt, zu folgender Situation: „Etwa 200m, bevor der Waldweg auf die Straße Dahlheim-Dachsenhausen (heutige L334) tritt, befanden sich am Waldrand mehrere deutsche 2cm-Flakstellungen. Beim Herannahen der amerikanischen Truppen eröffneten diese das Feuer. Aus der Bewegung heraus griffen die US-Soldaten die deutschen Flakstellungen an. Dabei wurde auch ein deutsches 4cm-Boforsgeschütz zerstört, das auf einer Lichtung stand. Einig der 2cm-Flakgeschütze konnten dabei erobert werden, bevor sie überhaupt zum Schuss kamen.“ Danach marschierten die Soldaten in Richtung des Gasthauses „Dachskopf“. Von dort begann die Einnahme des Ortes. In der Nacht zum 27. rückten Truppen in Dachsenhausen ein, erst gegen Mittag des 27. war die Einnahme vollständig abgeschlossen, da es noch „Widerstandsnester“ (Stefan Michels) gab. Nach Kriegsende kam der Ort schließlich in die französische Besatzungszone.
Seit 1946 ist der Ort Teil des Landes Rheinland-Pfalz. Die Gemeinde gehörte von 1972 bis 2012 der Verbandsgemeinde Braubach an.

### Religion
Im Jahre 1356 kam die Kirche in Dachsenhausen zum Kirchspiel Niederbachheim. Mit dem Übertritt des Landgrafen von Hessen Philipp I. zum Protestantismus zu Beginn des 16. Jahrhunderts im Zuge der Reformation wurde Dachsenhausen protestantisch.

### Kirchliche Zuordnung
Der Ort ist kirchlich der Evangelischen Kirche in Hessen und Nassau bzw. dem katholischen Bistum Limburg zugeordnet.

### Einwohnerentwicklung
Aufgrund der Angaben einer Zählliste aus dem Jahre 1573 geht man von einer Einwohnerzahl von 100 bis 150 für diese Zeit aus. 1822 gab es 63 Gehöfte, 89 Familien und 410 Einwohner. Heute hat der Ort etwa 1.050 Einwohner.

## Politik

### Gemeinderat
Der Gemeinderat in Dachsenhausen besteht aus 12 Ratsmitgliedern, die bei der Kommunalwahl am 9. Juni 2024 in einer Mehrheitswahl gewählt wurden, und dem ehrenamtlichen Ortsbürgermeister als Vorsitzendem. Bis zur Wahl 2024 gehörten dem damaligen Gemeinderat 16 Ratsmitglieder an, die Verringerung auf 12 Sitze war nach rheinland-pfälzischem Wahlrecht durch die gesunkene Einwohnerzahl Dachsenhausens nötig geworden.
Die Sitzverteilung im Gemeinderat:
| Wahl | SPD               | CDU               | FBL               | Gesamt   |
| ---- | ----------------- | ----------------- | ----------------- | -------- |
| 2024 | per Mehrheitswahl | per Mehrheitswahl | per Mehrheitswahl | 12 Sitze |
| 2019 | 5                 | 6                 | 5                 | 16 Sitze |
| 2014 | 5                 | 6                 | 5                 | 16 Sitze |
| 2009 | 6                 | 4                 | 6                 | 16 Sitze |
| 2004 | 6                 | 4                 | 6                 | 16 Sitze |

- FBL = Freie Bürgerliste Dachsenhausen

### Bürgermeister
Sebastian Haupt wurde im Sommer 2024 Ortsbürgermeister von Dachsenhausen. Bei der Direktwahl am 9. Juni 2024 setzte er sich mit einem Stimmenanteil von 76,9 % gegen den Amtsinhaber Mathias Schaefer (CDU) durch.
Haupts Vorgänger Mathias Schaefer (CDU) hatte das Amt von 2014 bis 2024 ausgeübt.

### Wappen
| Wappen von Dachsenhausen | Blasonierung: „In Gold ein grüner Berg, darauf dicht beieinander stehend eine kleine schwarzstämmige, grünblättrige Eiche und links eine große schwarzstämmige, grünblättrige Buche, dergestalt, dass beide eine gemeinsame Krone bilden und das Aussehen eines gespaltenen Baumes haben. Unten seitlich je drei über den Bergrand hinauswachsende, durch diesen von Grün und Gold geteilte Kornähren.“ |
| Wappen von Dachsenhausen | |

## Kultur und Sehenswürdigkeiten

### Bauwerke

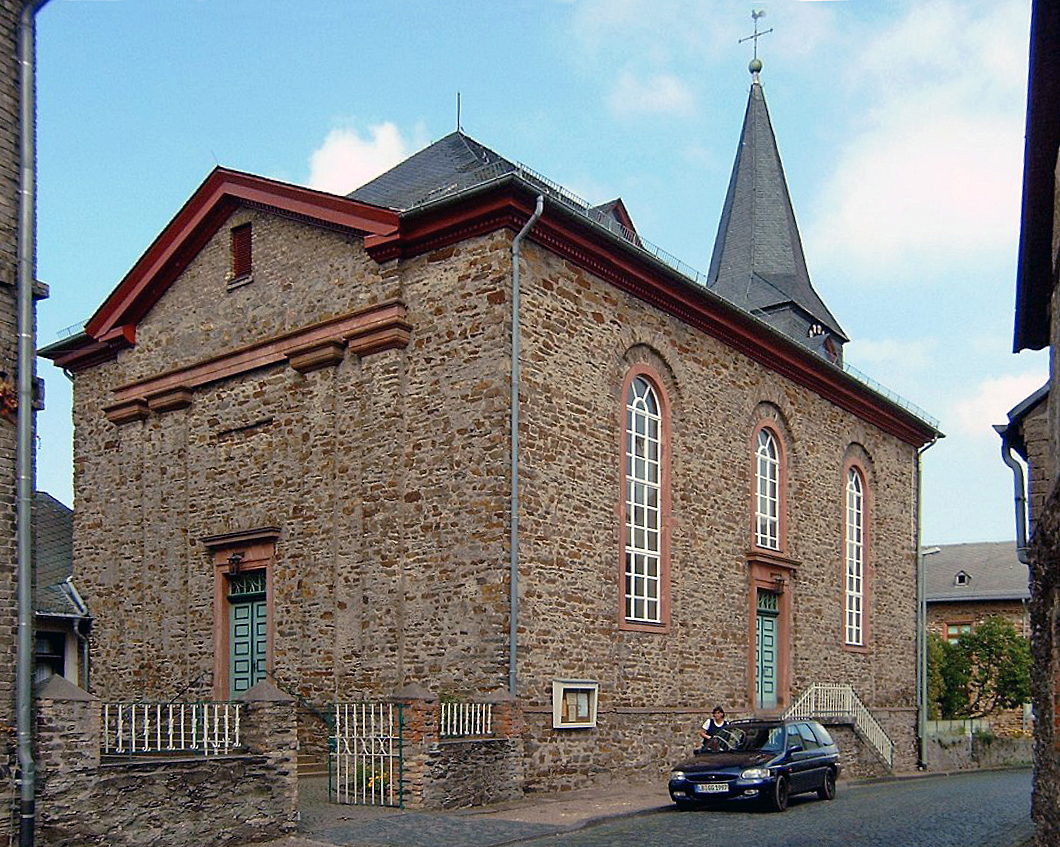
Die evangelische Kirche

Der Bau der evangelischen Kirche erfolgte in den Jahren 1834 bis 1835 in spätklassizistischem Stil und ersetzte eine ältere Kirche, sie wurde am 10. Oktober 1835 eingeweiht. Der 33 m hohe Kirchturm wurde bereits 1712 errichtet.

### Krematorium
Das Rhein-Taunus-Krematorium ist eines der größten Krematorien Europas und verfügt über moderne Anlagen, in denen beispielsweise auch adipöse Verstorbene eingeäschert werden können. Das Krematorium bietet für Besucher Führungen an.
Siehe auch: Liste der Kulturdenkmäler in Dachsenhausen

## Verkehr
Dachsenhausen hatte einen Bahnhof an der Bahnstrecke Oberlahnstein–Nastätten der Nassauischen Kleinbahn.

## Söhne und Töchter der Gemeinde
- Cäcilie Zeitlose Wicht (1626–1676), Opfer der Hexenverfolgungen in Idstein
- Christian Wilhelm Snell (1755–1834), Präsident der 2. Kammer der Landstände des Herzogtums Nassau
- Friedrich Wilhelm Daniel Snell (1761–1827), Philosoph, Historiker und Mathematiker
- Karl Snell (1806–1886), Physiker, Lehrer und Schwiegervater Ernst Abbes